# Ñuñoa
Ñuñoa est une commune du Chili, située dans la province et la région métropolitaine de Santiago.

## Géographie

### Situation

Localisation de Ñuñoa (en rouge) au sein de l'agglomération de Santiago.

La commune s'étend sur 16,9 km2 dans l'est de l'agglomération de Santiago.

## Toponymie
Le nom provient du mapudungun ñuñowe signifiant : « lieu où poussent des ñuños » (Sisyrinchium arenarium).

## Histoire
À partir du XVIe siècle, il existait une réduction du nom de Ñuñohue qui correspondait au quartier de la place Ñuñoa, au centre de la commune actuelle.
Le 22 décembre 1891, la municipalité de Ñuñoa est créée par décret et comprend un territoire beaucoup plus vaste que l'actuel, avec les localités rurales de Las Condes, San Carlos, Apoquindo, Ñuñoa, La Providencia, Santa Rosa, Subercaseaux et Mineral de Las Condes. Le décret présidentiel du 6 mai 1894 établit la commune de Ñuñoa, qui compte à l'époque 1 197 habitants et possède alors quatre écoles, un bureau de poste, un bureau d'état civil et des boucheries. 
Le 10 août 1896, les sections de Santa Rosa et Subercaseaux sont détachées pour former la commune de San Miguel à l'ouest. Le 25 février 1897, le territoire de Ñuñoa est de nouveau amputé pour créer la municipalité de Providencia avec La Providencia, Las Condes, San Carlos et Mineral de Las Condes, dans un processus d'urbanisation par extension de la ville de Santiago vers les campagnes.
Rattachée à Ñuñoa en 1927, la commune de La Florida est rétablie en 1934.
En février 1963, par la loi 15 169, La Reina est créée avec la partie nord-est de la commune et, enfin, le 18 mars 1981, les limites communales sont de nouveau modifiées, créant les communes de Macul et Peñalolén au sud-est.
En 2006, Ñuñoa était la commune jouissant de la meilleure qualité de vie de toute la région métropolitaine de Santiago, selon une étude menée par le secrétariat régional de planification.

## Population et société

### Démographie
En 2017, la population s'élevait à 255 823 habitants.

## Politique et administration
La commune est dirigée par un maire et dix conseillers élus pour un mandat de quatre ans. Les dernières élections ont eu lieu les 26 et 27 octobre 2024. 
| Période                                  | Période          | Identité         | Étiquette   | Qualité |
| ---------------------------------------- | ---------------- | ---------------- | ----------- | ------- |
| Les données manquantes sont à compléter. |                  |                  |             |         |
| 6 décembre 1996                          | 2 octobre 2015   | Pedro Sabat      | RN          |         |
| 23 octobre 2015                          | 28 juin 2021     | Andrés Zarhi     |             |         |
| 28 juin 2021                             | 15 novembre 2024 | Emilia Ríos (es) | RD          |         |
| 6 décembre 2024                          | En cours         | Sebastián Sichel | Chile Vamos |         |

## Transports
Ñuñoa est desservie par douze stations des lignes 3, 4, 5 et 6 du métro de Santiago, ainsi que par le réseau d'autobus Red de l'agglomération de Santiago.